# Nationalpark Dalby Söderskog
Der Nationalpark Dalby Söderskog liegt ungefähr zehn Kilometer östlich der schwedischen Stadt Lund, hat eine Größe von 36 Hektar und wurde am 7. Juni 1918 gegründet.
Dalby Söderskog ist ein Laubwald mit einer Flora, die sonst viel weiter südlich anzutreffen ist. Die kalk- und kreidereiche Bodenkrume begünstigt die Vegetation. Im Park wachsen Eschen, Ulmen, Eichen und Buchen, aber auch Ahorn, Erlen, Linden, Rosskastanien und Salweiden. Im Frühjahr ist der Nationalpark besonders schön, wenn der Waldboden von Buschwindröschen, Butterblumen, Goldstern und Scharbockskraut bedeckt ist. 
Die Hälfte des Nationalparks ist von einem eigenartigen und interessanten Erdwall umgeben, der 56 Meter breit und etwa 1 Meter hoch ist. Man nimmt an, dass es sich um Reste einer alten Fluchtburg oder Siedlung handelt.
Der Nationalpark ist leicht von Lund aus zu erreichen.